# 世界の記憶の一覧
世界の記憶の一覧（せかいのきおくのいちらん）は、国際連合教育科学文化機関（ユネスコ）の世界の記憶に登録されている遺産の一覧である。

## 登録遺産一覧
2025年現在の登録遺産は以下の通りである。合計570件が登録されている。
| 国 / 地域 / 国際組織                     | 登録年 | タイトル | リンク |
| ---------------------------------------- | ------ | --- | ------ |
| ロシア                                   | 1997年 | 1092年のアルハンゲリスク福音書 |        |
| デンマーク                               | 1997年 | デンマーク海外貿易会社の記録 |        |
| スロバキア                               | 1997年 | イスラーム写本のバシャギッチ・コレクション |        |
| メキシコ                                 | 1997年 | クアヒマルパのテチアロヤン絵文書 |        |
| メキシコ                                 | 1997年 | オアハカ渓谷の写本 |        |
| ベネズエラ                               | 1997年 | 19世紀のラテンアメリカの写真のコレクション |        |
| メキシコ                                 | 1997年 | メキシコ写本のコレクション |        |
| ベナン                                   | 1997年 | 植民地の記録 |        |
| アルゼンチン                             | 1997年 | リオ・デ・ラ・プラタ副王領の記録遺産 |        |
| オーストリア                             | 1997年 | ウィーン会議の最終議定書 |        |
| セネガル                                 | 1997年 | フランス領西アフリカの記録 |        |
| ベネズエラ                               | 1997年 | 国立公文書館にある解放者シモン・ボリバルの著述 |        |
| タンザニア                               | 1997年 | 国立公文書館にあるドイツ語の記録 |        |
| ウズベキスタン                           | 1997年 | 現存する最古のクルアーン・ウスマーン写本 |        |
| スロバキア                               | 1997年 | ブラチスラヴァ教会会議室の装飾写本 |        |
| ロシア                                   | 1997年 | ヒトロヴォの福音書 |        |
| デンマーク                               | 1997年 | ハンス・クリスチャン・アンデルセンの原稿と手紙 |        |
| ロシア                                   | 1997年 | 18世紀のロシア帝国の地図とコレクション |        |
| アルメニア                               | 1997年 | マシュトツ・マテナダランの古代写本コレクション |        |
| エジプト                                 | 1997年 | スエズ運河の記憶 |        |
| ロシア                                   | 1997年 | 新聞のコレクション |        |
| モーリシャス                             | 1997年 | フランス領モーリシャスの記録 |        |
| ロシア                                   | 1997年 | 19世紀末期と20世紀初頭のロシアのポスター |        |
| ロシア                                   | 1997年 | 15世紀のキリル文字によるスラヴ語出版物 |        |
| ニュージーランド                         | 1997年 | 1893年の女性参政権の請願書 |        |
| フィンランド                             | 1997年 | A・E・ノルデンショルドのコレクション |        |
| 大韓民国                                 | 1997年 | 朝鮮王朝実録 |        |
| 南アフリカ共和国                         | 1997年 | ブリーク・コレクション |        |
| ウズベキスタン                           | 1997年 | アル・ビールーニー東洋学研究所のコレクション |        |
| トリニダード・トバゴ                     | 1997年 | デレック・ウォルコットのコレクション |        |
| 大韓民国                                 | 1997年 | 訓民正音解例本 |        |
| インド                                   | 1997年 | アジア研究協会のタミル医学文献コレクション |        |
| デンマーク                               | 1997年 | リンネのコレクション |        |
| デンマーク                               | 1997年 | キェルケゴールの手稿 |        |
| ニュージーランド                         | 1997年 | ワイタンギ条約 |        |
| 中華人民共和国                           | 1997年 | 伝統音楽の録音保存資料 |        |
| エチオピア                               | 1997年 | 国立公文書館と図書館組織の宝物 |        |
| オーストリア                             | 1997年 | ウィーン写本 |        |
| ドイツ                                   | 1999年 | ベルリン録音資料館における世界の伝統音楽の初期シリンダーレコード（1893年から1952年まで）                                                               |        |
| パキスタン                               | 1999年 | カーイデ・アーザム、ジンナーの文書 |        |
| ポーランド                               | 1999年 | ニコラウス・コペルニクスの傑作『天球の回転について（全6巻）』                                                                                          |        |
| フィリピン                               | 1999年 | フィリピンの古文書（ハヌノオ文字、ブヒッド文字、タグバヌア文字、パラワン文字）                                                                         |        |
| 中華人民共和国                           | 1999年 | 清の内閣大学士の記録・中国における西洋文化の浸透 |        |
| トリニダード・トバゴ                     | 1999年 | エリック・ウィリアムズのコレクション |        |
| オーストリア                             | 1999年 | ウィーン録音資料館の歴史的コレクション（1899年から1950年まで）                                                                                         |        |
| ポーランド                               | 1999年 | フレデリック・ショパンの傑作 |        |
| ポーランド                               | 1999年 | ワルシャワ・ゲットーの記録『エマヌエル・リンゲルブルム・アーカイブ』                                                                                   |        |
| 大韓民国                                 | 2001年 | 白雲和尚抄録仏祖直指心体要節（第2巻） |        |
| ベルギー                                 | 2001年 | オフィキナ・プランティニアナの事業文書 |        |
| マレーシア                               | 2001年 | ケダのスルタン時代後期の書簡（1882年から1943年まで）                                                                                                   |        |
| ラトビア                                 | 2001年 | ダイヌ・スカピス・民謡のキャビネット |        |
| ドイツ                                   | 2001年 | 羊皮紙に書かれた42行のグーテンベルク聖書と文書制作の当時の背景                                                                                         |        |
| ノルウェー                               | 2001年 | ヘンリック・イプセン『人形の家』 |        |
| マレーシア                               | 2001年 | ハン・トゥア物語 |        |
| ハンガリー                               | 2001年 | ティハニィ・カールマーンの1926年の特許出願『ラジオスコープ』                                                                                           |        |
| トルコ                                   | 2001年 | カンディリ観測所兼地震研究所の文書 |        |
| ドイツ                                   | 2001年 | ルートヴィヒ・ヴァン・ベートーヴェン『交響曲第9番』 |        |
| ドイツ                                   | 2001年 | 『メトロポリス』の復元版、2001年に修復・再生されたネガフィルム                                                                                         |        |
| オーストリア                             | 2001年 | ライナー大公のパピルス |        |
| マレーシア                               | 2001年 | スジャラ・ムラユ（マレー年代記） |        |
| 大韓民国                                 | 2001年 | 承政院日記 |        |
| オーストラリア                           | 2001年 | ジェームズ・クックのエンデバー号航海日誌 |        |
| ロシア                                   | 2001年 | サンクトペテルブルク録音資料館の歴史的コレクション（1889年から1955年まで）                                                                             |        |
| トルコ                                   | 2001年 | ボアズキョイのヒッタイト楔形文字粘土板 |        |
| ノルウェー                               | 2001年 | ベルゲンのハンセン病記録 |        |
| ドイツ                                   | 2001年 | ゲーテ・シラー・アーカイブズにおけるゲーテの文学資産                                                                                                   |        |
| オーストラリア                           | 2001年 | マボ判決の原本 |        |
| オーストリア                             | 2001年 | ウィーン市立図書館のシューベルト・コレクション |        |
| 中華人民共和国                           | 2003年 | 古代ナシ族・トンパ文字による文書 |        |
| オランダ                                 | 2003年 | オランダ東インド会社の記録 |        |
| インド                                   | 2003年 | オランダ東インド会社の記録 |        |
| インドネシア                             | 2003年 | オランダ東インド会社の記録 |        |
| 南アフリカ共和国                         | 2003年 | オランダ東インド会社の記録 |        |
| スリランカ                               | 2003年 | オランダ東インド会社の記録 |        |
| タンザニア                               | 2003年 | アラビア語の写本と書籍のコレクション |        |
| カザフスタン                             | 2003年 | ホージャ・アフマド・ヤサヴィーの原稿コレクション |        |
| バルバドス                               | 2003年 | カリブ海地域の奴隷化された人々の記録遺産 |        |
| フランス                                 | 2003年 | 人間と市民の権利の宣言原本（1789年、1791年） |        |
| サウジアラビア                           | 2003年 | 世界最古のイスラーム時代の碑文（クーフィー体） |        |
| ルクセンブルク                           | 2003年 | ファミリー・オブ・マン展 |        |
| チリ                                     | 2003年 | チリの人権記録 |        |
| ドイツ                                   | 2003年 | ボーデン湖中のライヒェナウ修道院にあるオットー朝時代に作成された装飾写本                                                                               |        |
| チリ                                     | 2003年 | アメリカ州のイエズス会 |        |
| オランダ                                 | 2003年 | エツ・ハイム図書館・ライブラリア・モンテジーノス |        |
| メキシコ                                 | 2003年 | 『忘れられた人々』 |        |
| セルビア                                 | 2003年 | ニコラ・テスラの記録 |        |
| ウルグアイ                               | 2003年 | カルロス・ガルデルのオリジナルレコード（1913年から1935年までのオラシオ・ロリエンテ・コレクション）                                                     |        |
| フィリピン                               | 2003年 | フィリピンにおけるピープルパワー革命のラジオ放送 |        |
| オーストリア                             | 2003年 | オーストリア国立図書館所蔵のファン・デル・ヘム氏蒐集『アトラス・ブラウ』                                                                               |        |
| ポーランド                               | 2003年 | 1573年1月28日のワルシャワ連盟協約：信教の自由の保証 |        |
| ブラジル                                 | 2003年 | 皇帝のコレクション・19世紀における海外とブラジルの写真                                                                                                 |        |
| タイ                                     | 2003年 | ラームカムヘーン大王碑文 |        |
| タジキスタン                             | 2003年 | 14世紀のウバイド・ザカーニ『詩集』とハーフェズ・シーラーズィー『ガザル詩集』の原稿                                                                     |        |
| トルコ                                   | 2003年 | スレイマニエ図書館所蔵のイブン・スィーナー作品群 |        |
| ポーランド                               | 2003年 | 大きな社会運動：1980年8月のグダニスクの21か条の統一要求と独立自主管理労働組合「連帯」の成立                                                            |        |
| スウェーデン                             | 2005年 | アストリッド・リンドグレーンの記録 |        |
| カザフスタン                             | 2005年 | 国際的反核運動「ネバダ・セミパラチンスク」に関する視聴覚資料                                                                                           |        |
| メキシコ                                 | 2005年 | パラフォクシアナ図書館 |        |
| オーストリア                             | 2005年 | ブラームスのコレクション |        |
| アルバニア                               | 2005年 | プルプレウス・ベラティヌス写本 |        |
| オーストリア                             | 2005年 | ゴシック建築の図面コレクション |        |
| ウクライナ                               | 2005年 | ユダヤ民族音楽のコレクション（1912年から1947年まで）                                                                                                   |        |
| レバノン                                 | 2005年 | レバノン山脈にあるナハル・エル・カルブの記念石碑 |        |
| エジプト                                 | 2005年 | スルターンと王子たちの功績 |        |
| スウェーデン                             | 2005年 | エマヌエル・スヴェーデンボリのコレクション |        |
| 中華人民共和国                           | 2005年 | 清の科挙の金榜 |        |
| フランス                                 | 2005年 | 1790年から1837年までにかける十進メートル法の導入 |        |
| キューバ                                 | 2005年 | ホセ・マルティ・ペレスの記録史料 |        |
| ドイツ                                   | 2005年 | グリム童話 |        |
| ポルトガル                               | 2005年 | ペロ・ヴァス・デ・カミニャからの手紙 |        |
| ナミビア                                 | 2005年 | ヘンドリック・ウィットブーイの手紙日記 |        |
| フランス                                 | 2005年 | リュミエール兄弟の映画 |        |
| アゼルバイジャン                         | 2005年 | 医学と薬学における中世写本 |        |
| セルビア                                 | 2005年 | 1180年の写本・ミロスラブ福音書 |        |
| コロンビア                               | 2005年 | 黒人と奴隷の記録 |        |
| ノルウェー                               | 2005年 | 1910年から1912年までのロアール・アムンセンの南極点遠征                                                                                                 |        |
| インド                                   | 2005年 | ポンディシェリのシヴァ聖典写本 |        |
| フランス                                 | 2005年 | 1940年6月18日の呼びかけ |        |
| イギリス                                 | 2005年 | 1940年6月18日の呼びかけ |        |
| イギリス                                 | 2005年 | 『ソンムの戦い』 |        |
| オーストリア                             | 2005年 | コルヴィナ文庫コレクション |        |
| ベルギー                                 | 2005年 | コルヴィナ文庫コレクション |        |
| フランス                                 | 2005年 | コルヴィナ文庫コレクション |        |
| ドイツ                                   | 2005年 | コルヴィナ文庫コレクション |        |
| ハンガリー                               | 2005年 | コルヴィナ文庫コレクション |        |
| イタリア                                 | 2005年 | コルヴィナ文庫コレクション |        |
| トリニダード・トバゴ                     | 2005年 | C・L・R・ジェームズのコレクション |        |
| イタリア                                 | 2005年 | マラテスティアーナ図書館 |        |
| レバノン                                 | 2005年 | フェニキア文字 |        |
| アメリカ合衆国                           | 2005年 | アメリゴ・ヴェスプッチなどの探検を組み入れたヴァルトゼーミュラー地図                                                                                   |        |
| ドイツ                                   | 2005年 | アメリゴ・ヴェスプッチなどの探検を組み入れたヴァルトゼーミュラー地図                                                                                   |        |
| ボリビア                                 | 2007年 | アメリカ州の植民地音楽・その資料の豊富さを示す一例 |        |
| コロンビア                               | 2007年 | アメリカ州の植民地音楽・その資料の豊富さを示す一例 |        |
| メキシコ                                 | 2007年 | アメリカ州の植民地音楽・その資料の豊富さを示す一例 |        |
| ペルー                                   | 2007年 | アメリカ州の植民地音楽・その資料の豊富さを示す一例 |        |
| 赤十字国際委員会                         | 2007年 | 1914年から1923年までの国際戦時捕虜情報局の文書 |        |
| イラン                                   | 2007年 | バイスングル・シャー・ナーメ |        |
| フランス                                 | 2007年 | バイユーのタペストリー |        |
| アフリカ                                 | 2007年 | クリストファー・オキグボのコレクション |        |
| ポーランド                               | 2007年 | スプラシル写本・3月の月録 |        |
| ロシア                                   | 2007年 | スプラシル写本・3月の月録 |        |
| スロベニア                               | 2007年 | スプラシル写本・3月の月録 |        |
| メキシコ                                 | 2007年 | 先住民言語のコレクション |        |
| チェコ                                   | 2007年 | チェコ宗教改革に関する中世写本のコレクション |        |
| チェコ                                   | 2007年 | 1918年から1945年までのロシア人、ウクライナ人、ベラルーシ人亡命者による定期刊行物のコレクション                                                         |        |
| ベネズエラ                               | 2007年 | コロンビア：フランシスコ・デ・ミランダ大元帥の記録 |        |
| ポルトガル                               | 2007年 | コルポ・クロノロージコ（ポルトガル人探検家たちに関する文書のコレクション）                                                                             |        |
| 南アフリカ共和国                         | 2007年 | 1963年第253号刑事裁判（国対ネルソン・マンデラ一行事件）                                                                                                |        |
| デンマーク                               | 2007年 | 『新しい記録と良き統治』 |        |
| イギリス                                 | 2007年 | ヘレフォード図 |        |
| カナダ                                   | 2007年 | ハドソン湾会社の記録 |        |
| アルゼンチン                             | 2007年 | 人権記録遺産（1976年から1983年まで）：真実、正義と記憶のための、国家テロに対する反抗の記録                                                             |        |
| スウェーデン                             | 2007年 | イングマール・ベルイマンのアーカイブ |        |
| フィリピン                               | 2007年 | ホセ・マセダのコレクション |        |
| ドイツ                                   | 2007年 | ゴットフリート・ヴィルヘルム・ライプニッツの原稿コレクションに含まれる手紙                                                                             |        |
| 南アフリカ共和国                         | 2007年 | 現存する解放闘争の記録 |        |
| スロバキア                               | 2007年 | バンスカー・シュチャヴニツァにある鉱山地図と地方事務所の計画書                                                                                         |        |
| ポーランド                               | 2007年 | 国立教育委員会の記録 |        |
| ニカラグア                               | 2007年 | 国民識字運動 |        |
| エジプト                                 | 2007年 | ペルシア語の絵入り装飾写本 |        |
| 大韓民国                                 | 2007年 | 高麗八万大蔵経と諸経典の版木 |        |
| 中華人民共和国                           | 2007年 | 清の様式雷の図面 |        |
| カナダ                                   | 2007年 | ケベック神学校の1623年から1800年まで（17世紀から19世紀）のコレクション                                                                                 |        |
| インド                                   | 2007年 | リグ・ヴェーダ |        |
| デンマーク                               | 2007年 | エーレスンド海峡通行税の徴収記録 |        |
| ハンガリー                               | 2007年 | タブラ・フンガリアエ |        |
| クロアチア                               | 2007年 | タブラ・フンガリアエ |        |
| オーストリア                             | 2007年 | ポイティンガー図 |        |
| スウェーデン                             | 2007年 | アルフレッド・ノーベル家の記録 |        |
| オーストラリア                           | 2007年 | オーストラリアの囚人の記録 |        |
| イラン                                   | 2007年 | ラシードゥッディーンのワクフ証明書（13世紀のラシード写本）                                                                                             |        |
| オーストラリア                           | 2007年 | 『ケリー・ギャング物語』 |        |
| アメリカ合衆国                           | 2007年 | メトロ・ゴールドウィン・メイヤー制作『オズの魔法使』                                                                                                   |        |
| スペイン                                 | 2007年 | トルデシリャス条約 |        |
| ポルトガル                               | 2007年 | トルデシリャス条約 |        |
| 大韓民国                                 | 2007年 | 朝鮮王室儀軌 |        |
| イラン                                   | 2009年 | サファヴィー朝時代のアースターネ・クドゥス・ラザウィーにおける行政文書                                                                                 |        |
| タイ                                     | 2009年 | 1868年から1910年までのチュラーロンコーン王のシャム改革に関する文書                                                                                     |        |
| ベルギー                                 | 2009年 | アントウェルペン破産裁判所の記録 |        |
| パラグアイ                               | 2009年 | アルフレド・ストロエスネル政権による恐怖のアーカイブ                                                                                                   |        |
| ポーランド                               | 2009年 | パリにある文学協会「クルツラ」の1946年から2000年までの記録                                                                                             |        |
| マレーシア                               | 2009年 | バトゥ・ベルスラット・トレンガヌ（トレンガヌの石碑）                                                                                                   |        |
| ドミニカ共和国                           | 2009年 | 奴隷の洗礼に関する書籍（1636年から1670年まで） |        |
| メキシコ                                 | 2009年 | 16世紀から20世紀までのメキシコのアシュケナジムコミュニティに関する記録調査センターのコレクション                                                       |        |
| ハンガリー                               | 2009年 | ハンガリー科学アカデミー図書館にあるチョマの記録 |        |
| オランダ                                 | 2009年 | アンネの日記 |        |
| ドミニカ共和国                           | 2009年 | 1930年から1961年までのドミニカ共和国における人権のための抵抗と闘争に関する文書遺産                                                                     |        |
| 大韓民国                                 | 2009年 | 東医宝鑑 |        |
| バハマ                                   | 2009年 | ファーカーソンの日記 |        |
| バルバドス                               | 2009年 | 西インド連邦の記録資産 |        |
| オランダ領アンティル                     | 2009年 | パピアメント語で書かれた最初のカテキズム |        |
| ハンガリー                               | 2009年 | ボーヤイ・ヤーノシュ『空間の絶対的真性科学の証明のための補遺』（1832年）                                                                               |        |
| アメリカ合衆国                           | 2009年 | ジョン・マーシャルによる1950年から2000年までのジュー・ホアン・サン人に関する映画とビデオのコレクション                                                 |        |
| 国際連合ジュネーヴ事務局                 | 2009年 | 1919年から1946年までの国際連盟の記録 |        |
| フランス                                 | 2009年 | ピエル・ド・ヴィレイの時代におけるクレルヴォーシトー会修道院の図書館（1472年）                                                                         |        |
| イギリス                                 | 2009年 | 1215年制定の『マグナ・カルタ』 |        |
| オーストラリア                           | 2009年 | クイーンズランド州民に対するクイーンズランド労働党のマニフェスト（1892年9月9日）                                                                       |        |
| カナダ                                   | 2009年 | ノーマン・マクラレン監督・制作『隣人』 |        |
| バルバドス                               | 2009年 | ニタ・バローのコレクション |        |
| キューバ                                 | 2009年 | キューバ映画芸術産業庁のラテンアメリカ・ニュースのオリジナルネガフィルム                                                                               |        |
| ベラルーシ                               | 2009年 | ラジヴィウ家の記録とニャスヴィシュ図書館のコレクション                                                                                                 |        |
| フィンランド                             | 2009年 | ラジヴィウ家の記録とニャスヴィシュ図書館のコレクション                                                                                                 |        |
| リトアニア                               | 2009年 | ラジヴィウ家の記録とニャスヴィシュ図書館のコレクション                                                                                                 |        |
| ポーランド                               | 2009年 | ラジヴィウ家の記録とニャスヴィシュ図書館のコレクション                                                                                                 |        |
| ロシア                                   | 2009年 | ラジヴィウ家の記録とニャスヴィシュ図書館のコレクション                                                                                                 |        |
| ウクライナ                               | 2009年 | ラジヴィウ家の記録とニャスヴィシュ図書館のコレクション                                                                                                 |        |
| マダガスカル                             | 2009年 | メリナ王国の王室公文書（1824年から1897年まで） |        |
| スペイン                                 | 2009年 | サンタ・フェの協約 |        |
| セントルシア                             | 2009年 | ウィリアム・アーサー・ルイスの論文 |        |
| ドイツ                                   | 2009年 | 中世ヨーロッパの英雄的叙事詩『ニーベルンゲンの歌』 |        |
| デンマーク                               | 2009年 | アウルトニ・マグヌッソン写本のコレクション |        |
| アイスランド                             | 2009年 | アウルトニ・マグヌッソン写本のコレクション |        |
| エストニア                               | 2009年 | バルトの道・自由を求めるバルト三国をつなぐ人間の鎖 |        |
| ラトビア                                 | 2009年 | バルトの道・自由を求めるバルト三国をつなぐ人間の鎖 |        |
| リトアニア                               | 2009年 | バルトの道・自由を求めるバルト三国をつなぐ人間の鎖 |        |
| カンボジア                               | 2009年 | トゥール・スレン虐殺犯罪博物館の記録 |        |
| 国際連合パレスチナ難民救済事業機関       | 2009年 | パレスチナ難民に関するUNRWAの写真・映画記録 |        |
| ベトナム                                 | 2009年 | 阮朝時代の版木 |        |
| バハマ                                   | 2009年 | 1817年から1834年までのイギリス領カリブ海地域における奴隷の登録                                                                                         |        |
| ベリーズ                                 | 2009年 | 1817年から1834年までのイギリス領カリブ海地域における奴隷の登録                                                                                         |        |
| ドミニカ国                               | 2009年 | 1817年から1834年までのイギリス領カリブ海地域における奴隷の登録                                                                                         |        |
| ジャマイカ                               | 2009年 | 1817年から1834年までのイギリス領カリブ海地域における奴隷の登録                                                                                         |        |
| セントクリストファー・ネイビス           | 2009年 | 1817年から1834年までのイギリス領カリブ海地域における奴隷の登録                                                                                         |        |
| トリニダード・トバゴ                     | 2009年 | 1817年から1834年までのイギリス領カリブ海地域における奴隷の登録                                                                                         |        |
| イギリス                                 | 2009年 | 1817年から1834年までのイギリス領カリブ海地域における奴隷の登録                                                                                         |        |
| イラン                                   | 2011年 | ビールーニーの占術・科学入門書『アッ＝タフィム・リ・アワイル・サナアト・アッ＝タンジム』                                                               |        |
| カザフスタン                             | 2011年 | アラル海に関する記録資産 |        |
| オランダ                                 | 2011年 | ミデルブルフ貿易会社（MCC）の文書 |        |
| キュラソー島                             | 2011年 | ミデルブルフ貿易会社（MCC）の文書 |        |
| スリナム                                 | 2011年 | ミデルブルフ貿易会社（MCC）の文書 |        |
| ポーランド                               | 2011年 | ワルシャワ再建局の文書 |        |
| アンゴラ                                 | 2011年 | デンボス・ンデンブのアーカイブ |        |
| ポルトガル                               | 2011年 | デンボス・ンデンブのアーカイブ |        |
| オーストリア                             | 2011年 | アルノルト・シェーンベルクの遺産 |        |
| フランス                                 | 2011年 | フランソワ1世の時代におけるシャトレ・ド・パリのバナー登録帳                                                                                            |        |
| フランス                                 | 2011年 | ベアトゥス・レナーヌスの蔵書 |        |
| 中華人民共和国                           | 2011年 | 本草綱目 |        |
| ドイツ                                   | 2011年 | カール・ベンツによるドイツ特許37435号『ガソリンを動力とする車両』（1886年）                                                                            |        |
| アイルランド                             | 2011年 | ケルズの書 |        |
| スウェーデン                             | 2011年 | 銀文字聖書 |        |
| チェコ                                   | 2011年 | カレル大学にある1637年から1754年までの526部の論文のコレクション                                                                                        |        |
| イラン                                   | 2011年 | ニザーミー『五宝』のコレクション |        |
| トリニダード・トバゴ                     | 2011年 | レアリー・コンスタンチンのコレクション |        |
| ドイツ                                   | 2011年 | ベルリンの壁の建設と崩壊及び1990年2+4条約 |        |
| オランダ                                 | 2011年 | デ・スメットのコレクション |        |
| ボリビア                                 | 2011年 | ラ・プラタ王立アウディエンシア裁判所に関する文書資産                                                                                                   |        |
| オランダ                                 | 2011年 | オランダ西インド会社の記録 |        |
| ブラジル                                 | 2011年 | オランダ西インド会社の記録 |        |
| ガーナ                                   | 2011年 | オランダ西インド会社の記録 |        |
| ガイアナ                                 | 2011年 | オランダ西インド会社の記録 |        |
| オランダ領アンティル                     | 2011年 | オランダ西インド会社の記録 |        |
| スリナム                                 | 2011年 | オランダ西インド会社の記録 |        |
| イギリス                                 | 2011年 | オランダ西インド会社の記録 |        |
| アメリカ合衆国                           | 2011年 | オランダ西インド会社の記録 |        |
| ブルガリア                               | 2011年 | 11世紀の古代ブルガリア語キリル文字写本『エニナ・アポストロス』の一部                                                                                   |        |
| タイ                                     | 2011年 | ワット・ポーの碑文記録 |        |
| アルメニア                               | 2011年 | マルカリアンの最初の観測（ビューラカン観測） |        |
| ポルトガル                               | 2011年 | 人類最初の南大西洋横断飛行（1922年） |        |
| ジョージア                               | 2011年 | ジョージアのビザンティン写本 |        |
| イギリス                                 | 2011年 | 大英図書館にある歴史的民族誌記録（1898年から1951年まで）                                                                                               |        |
| 中華人民共和国                           | 2011年 | 黄帝内経 |        |
| 大韓民国                                 | 2011年 | 1980年5月18日に大韓民国光州市で起きた反軍事政権の民主主義運動に関する人権記録遺産                                                                      |        |
| 大韓民国                                 | 2011年 | 日省録 |        |
| スイス                                   | 2011年 | ジャン＝ジャック・ルソーのジュネーヴとヌーシャテルコレクション                                                                                         |        |
| モロッコ                                 | 2011年 | イバルの書 |        |
| インドネシア                             | 2011年 | ラ・ガリゴ |        |
| オランダ                                 | 2011年 | ラ・ガリゴ |        |
| インド                                   | 2011年 | ヴィマラプラバー |        |
| アメリカ合衆国                           | 2011年 | ランドサット計画の記録・マルチスペクトルスキャナとセンサ                                                                                               |        |
| モンゴル                                 | 2011年 | 著者不明の『アルタン・トプチ』、1651年に書かれた黄金の歴史                                                                                             |        |
| イタリア                                 | 2011年 | 中世前期におけるルッカの歴史的司教記録 |        |
| オーストリア                             | 2011年 | オーストリア国立図書館の『マインツ聖詩篇』 |        |
| モンゴル                                 | 2011年 | モンゴルのテンギュル |        |
| デンマーク                               | 2011年 | ラテン語聖書『ハンブルクの書』（ベルトルディ聖書） |        |
| ブラジル                                 | 2011年 | 1964年から1985年までの軍事政権に関する情報・反情報網                                                                                                   |        |
| ロシア                                   | 2011年 | オストロミールの福音経（1056年から1057年まで） |        |
| フィリピン                               | 2011年 | マニュエル・L・ケソンの大統領文書 |        |
| チュニジア                               | 2011年 | 18世紀から19世紀におけるチュニス摂政期間の私掠行為と国際関係                                                                                           |        |
| フィジー                                 | 2011年 | インド人労働者の年季奉公の記録 |        |
| ガイアナ                                 | 2011年 | インド人労働者の年季奉公の記録 |        |
| スリナム                                 | 2011年 | インド人労働者の年季奉公の記録 |        |
| トリニダード・トバゴ                     | 2011年 | インド人労働者の年季奉公の記録 |        |
| 日本                                     | 2011年 | 山本作兵衛のコレクション |        |
| バルバドス                               | 2011年 | 「銀の人」・パナマ運河の建設における西インド諸島出身の労働者たち                                                                                       |        |
| ジャマイカ                               | 2011年 | 「銀の人」・パナマ運河の建設における西インド諸島出身の労働者たち                                                                                       |        |
| パナマ                                   | 2011年 | 「銀の人」・パナマ運河の建設における西インド諸島出身の労働者たち                                                                                       |        |
| セントルシア                             | 2011年 | 「銀の人」・パナマ運河の建設における西インド諸島出身の労働者たち                                                                                       |        |
| イギリス                                 | 2011年 | 「銀の人」・パナマ運河の建設における西インド諸島出身の労働者たち                                                                                       |        |
| アメリカ合衆国                           | 2011年 | 「銀の人」・パナマ運河の建設における西インド諸島出身の労働者たち                                                                                       |        |
| メキシコ                                 | 2011年 | メキシコ国立公文書館の「絵画・地図・イラストレーション」に描かれた16世紀から18世紀のピクトグラム                                                       |        |
| スウェーデン                             | 2011年 | ストックホルム都市計画委員会の記録 |        |
| ベトナム                                 | 2011年 | 1442年から1779年までの黎朝・莫朝の科挙の石碑記録 |        |
| インド                                   | 2011年 | ティムール伝の原稿 |        |
| ロシア                                   | 2011年 | トルストイの個人蔵書・原稿・写真・フィルムのコレクション                                                                                               |        |
| ノルウェー                               | 2011年 | トール・ヘイエルダールの記録 |        |
| アイスランド                             | 2013年 | 1703年のアイスランド国勢調査 |        |
| イラン                                   | 2013年 | 1779年から1926年までのガージャール朝時代のイランの地図のコレクション                                                                                   |        |
| ブラジル                                 | 2013年 | オスカー・ニーマイヤーの建築に関する記録 |        |
| 大韓民国                                 | 2013年 | セマウル運動の記録 |        |
| 南アフリカ共和国                         | 2013年 | 1991年、1992年の民主南アフリカ会議（CODESA）の記録及び1993年の複数政党交渉プロセスの記録                                                               |        |
| 国際追跡サービス国際委員会               | 2013年 | 国際追跡サービスの記録 |        |
| バヌアツ                                 | 2013年 | アーサー・バーナード・ディーコンの1903年から1927年までのコレクション                                                                                   |        |
| イギリス                                 | 2013年 | アーサー・バーナード・ディーコンの1903年から1927年までのコレクション                                                                                   |        |
| インドネシア                             | 2013年 | ババド・ディポヌゴロ（ディポヌゴロ王子の自伝的編年史）                                                                                                 |        |
| オランダ                                 | 2013年 | ババド・ディポヌゴロ（ディポヌゴロ王子の自伝的編年史）                                                                                                 |        |
| ボリビア                                 | 2013年 | ラ・プラタ大聖堂の教会音楽の写本のコレクション |        |
| アルメニア                               | 2013年 | 作曲家アラム・ハチャトゥリアンのノート原稿と映画音楽のコレクション                                                                                     |        |
| チリ                                     | 2013年 | 刊行されたチリの大衆詩のコレクション『リラ・ポプラル』                                                                                                 |        |
| ポーランド                               | 2013年 | ポーランド歴史文学協会、パリ・ポーランド図書館、アダム・ミツキェヴィチ博物館の19世紀のコレクション                                                     |        |
| ジョージア                               | 2013年 | 『ジョージア王国の記述』とヴァフシティ・バグラティオニの地図帳                                                                                         |        |
| イラン                                   | 2013年 | ホラズム・シャー朝の『ダヒーラ』 |        |
| ボリビア                                 | 2013年 | 記録コレクション『エルネスト・チェ・ゲバラの生涯と業績：思春期・青年期の手記からゲバラ日記まで』                                                       |        |
| キューバ                                 | 2013年 | 記録コレクション『エルネスト・チェ・ゲバラの生涯と業績：思春期・青年期の手記からゲバラ日記まで』                                                       |        |
| ブラジル                                 | 2013年 | 皇帝・ペドロ2世の国内・海外旅行に関する記録 |        |
| トルコ                                   | 2013年 | トプカプ宮殿博物館付属図書館及びスレイマニエ図書館所蔵、エヴリヤ・チェレビ著『旅行記』                                                                 |        |
| ポルトガル                               | 2013年 | ヴァスコ・ダ・ガマの第1回インド航海の日誌（1497年から1499年まで）                                                                                      |        |
| モンゴル                                 | 2013年 | 9つの宝石に書かれたカンギュル |        |
| スペイン                                 | 2013年 | 1448年の小作人組合の本 |        |
| チェコ                                   | 2013年 | リブリ・プロヒビチ：1948年から1989年までに発行されたチェコスロバキアのサミズダートのコレクション                                                       |        |
| ドイツ                                   | 2013年 | バンベルク州立図書館所蔵『ロルシュ薬局方』 |        |
| ミャンマー                               | 2013年 | マハ・ローカマラゼイン（クゾードーの石碑聖地） |        |
| オランダ                                 | 2013年 | 『共産党宣言』の原稿と『資本論』第1部のカール・マルクスの個人注釈入りのコピー                                                                          |        |
| ドイツ                                   | 2013年 | 『共産党宣言』の原稿と『資本論』第1部のカール・マルクスの個人注釈入りのコピー                                                                          |        |
| ジョージア                               | 2013年 | ショタ・ルスタヴェリの詩作・『豹皮の騎士』の写本のコレクション                                                                                         |        |
| イギリス                                 | 2013年 | ショタ・ルスタヴェリの詩作・『豹皮の騎士』の写本のコレクション                                                                                         |        |
| 日本                                     | 2013年 | 慶長遣欧使節関係資料 |        |
| スペイン                                 | 2013年 | 慶長遣欧使節関係資料 |        |
| イギリス                                 | 2013年 | イギリス土木学会の会員登録証（参加者名簿） |        |
| 日本                                     | 2013年 | 藤原道長のオリジナル日記『御堂関白記』 |        |
| 大韓民国                                 | 2013年 | 李舜臣将軍の戦時中日記『乱中日記』 |        |
| インドネシア                             | 2013年 | ナガラクレタガマ |        |
| ドイツ                                   | 2013年 | ネブラ・ディスク |        |
| イタリア                                 | 2013年 | イスティトゥート・ルーチェのニュース映画と写真 |        |
| ネパール                                 | 2013年 | ニスヴァサッタットヴァサムヒタ写本 |        |
| 中華人民共和国                           | 2013年 | 中国の元王朝による1304年から1367年までのチベットに関する公的記録                                                                                       |        |
| メキシコ                                 | 2013年 | コレヒオ・デ・ビスカイナスにある歴史的記録遺産：世界の歴史における女性の教育と支援                                                                     |        |
| 東ティモール                             | 2013年 | 国家誕生の記録：ターニングポイント |        |
| イスラエル                               | 2013年 | エルサレムのヤド・ヴァシェムにある1954年から2004年までの証言のコレクション                                                                             |        |
| ポーランド                               | 2013年 | 15世紀中盤から18世紀後期までにポーランド王国（共和国）とオスマン帝国の間に締結された平和条約                                                           |        |
| アメリカ合衆国                           | 2013年 | エレノア・ルーズベルト・ペーパー・プロジェクトの常設コレクション                                                                                       |        |
| ペルー                                   | 2013年 | 1584年から1619年までに印刷されたペルー及び南米大陸の最初の書物                                                                                         |        |
| 中華人民共和国                           | 2013年 | 僑批と銀信・華僑からの書簡と送金の記録 |        |
| イスラエル                               | 2013年 | ロスチャイルド家の文集 |        |
| ハンガリー                               | 2013年 | センメルヴェイスの発見 |        |
| インド                                   | 2013年 | シャーンティナータ・チャリトラ |        |
| ノルウェー                               | 2013年 | ソフス・トロムホルトのコレクション |        |
| ネパール                                 | 2013年 | ススルタムヒタ（サホッタルタントラ）写本 |        |
| ベルギー                                 | 2013年 | ルーヴェン大学（1425年から1797年まで）のアーカイブ・国際的重要性を持つ大学遺産                                                                         |        |
| スペイン                                 | 2013年 | 1188年のレオン法令・ヨーロッパの議会制度に関する最古の文書表現                                                                                         |        |
| カナダ                                   | 2013年 | インスリンの発見とその世界的影響 |        |
| オーストリア                             | 2013年 | オーストリア国立図書館にある『金印勅書』全7巻と「ヴァーツワフ王の高級な原稿コピー」                                                                    |        |
| ドイツ                                   | 2013年 | オーストリア国立図書館にある『金印勅書』全7巻と「ヴァーツワフ王の高級な原稿コピー」                                                                    |        |
| ロシア                                   | 2013年 | ラヴレンチー年代記 |        |
| タイ                                     | 2013年 | 『シャム・ソサエティ理事会の議事録』：芸術・科学分野の研究と知識伝播における100年間の国際協力の記録                                                    |        |
| スイス                                   | 2013年 | クロード・ノブスの遺産、モントルー・ジャズ・フェスティバル                                                                                             |        |
| エジプト                                 | 2013年 | エジプト国立図書館にあるマムルーク朝のクルアーン写本のコレクション                                                                                     |        |
| ペルー                                   | 2013年 | コンキスタドールの探検記録『子牛の本』 |        |
| ベルギー                                 | 2013年 | 世界共通書誌レパートリー |        |
| イスラエル                               | 2015年 | アレッポ写本 |        |
| イラン                                   | 2015年 | アル＝マサーリク・ワ・アル＝ママーリク |        |
| ドイツ                                   | 2015年 | アル＝マサーリク・ワ・アル＝ママーリク |        |
| フィンランド                             | 2015年 | スコルト・サーミ人の村落、スオニェル・スエニェルの記録                                                                                                 |        |
| 日本                                     | 2015年 | 東寺百合文書 |        |
| 大韓民国                                 | 2015年 | 韓国放送公社の特別生放送番組『離散家族を探す』 |        |
| インドネシア                             | 2015年 | アジア・アフリカ会議の記録 |        |
| イギリス                                 | 2015年 | ダグラス・ヘイグ元帥の第一次世界大戦従軍日記（1914年から1919年まで）                                                                                   |        |
| ドイツ                                   | 2015年 | ヨハン・ゼバスティアン・バッハ『ロ短調ミサ』のオリジナル楽譜                                                                                           |        |
| スイス                                   | 2015年 | ボドメル図書館 |        |
| ポーランド                               | 2015年 | ヘンリクフの書 |        |
| イタリア                                 | 2015年 | ロッサーノ福音書 |        |
| イタリア                                 | 2015年 | バルバネーラ暦のコレクション |        |
| セネガル                                 | 2015年 | フランス領西アフリカの古い葉書のコレクション |        |
| 大韓民国                                 | 2015年 | 儒教の印刷木版 |        |
| イギリス                                 | 2015年 | チャーチル・ペーパー |        |
| ギリシャ                                 | 2015年 | ヨーロッパ最古の「書物」・『デルヴェニ・パピルス』 |        |
| 中華人民共和国                           | 2015年 | 南京虐殺の記録 |        |
| ドイツ                                   | 2015年 | マルティン・ルターによる宗教改革の始まりと初期の発展を示す記録                                                                                         |        |
| ポーランド                               | 2015年 | ボヘミア兄弟団の書類と蔵書 |        |
| ブラジル                                 | 2015年 | コーノ・スール諸国における人権を擁護するための委員会（CLAMOR）                                                                                         |        |
| ウルグアイ                               | 2015年 | コーノ・スール諸国における人権を擁護するための委員会（CLAMOR）                                                                                         |        |
| エクアドル                               | 2015年 | 『他人へのまなざし』：1890年から1930年までのエクアドルのアマゾン地域のサレジオ会代理区の記録遺産                                                       |        |
| ドイツ                                   | 2015年 | アラウンパヤー・ビルマ王からジョージ2世・イギリス王への金の手紙                                                                                        |        |
| イギリス                                 | 2015年 | アラウンパヤー・ビルマ王からジョージ2世・イギリス王への金の手紙                                                                                        |        |
| ミャンマー                               | 2015年 | アラウンパヤー・ビルマ王からジョージ2世・イギリス王への金の手紙                                                                                        |        |
| 全米レコード・サウンド・コレクション協会 | 2015年 | 人類最古の録音：エドゥアール＝レオン・スコット・ド・マルタンヴィルのフォノトグラフ記録（1853年から1860年まで）                                         |        |
| スペイン                                 | 2015年 | スペイン語へ翻訳された新世界先住民諸語の語彙集 |        |
| イスラエル                               | 2015年 | サー・アイザック・ニュートンによる神学と錬金術に関する論文                                                                                             |        |
| メキシコ                                 | 2015年 | 権利の誕生に関する司法記録：1948年の世界人権宣言に対するメキシコ保護令状の貢献                                                                         |        |
| イラン                                   | 2015年 | サアディーの詩集 |        |
| フランス                                 | 2015年 | ルイ・パスツールの記録 |        |
| フランス                                 | 2015年 | アルビのマッパ・ムンディ |        |
| アメリカ合衆国                           | 2015年 | スミソニアン学術協会民俗文化遺産センターにあるモーゼスとフランシス・アッシュのコレクション                                                             |        |
| フランス                                 | 2015年 | エミール・レイノーの動画作品 |        |
| チェコ                                   | 2015年 | エミール・レイノーの動画作品 |        |
| ミャンマー                               | 2015年 | ミャゼディ碑文 |        |
| ジンバブエ                               | 2015年 | 1897年4月の霊媒師ネハンダとカグヴィの判決書の摘要：国対霊媒師ネハンダとカグウィ事件から2人の死刑へ                                                     |        |
| 日本                                     | 2015年 | 『舞鶴への生還』：1945年から1956年までの日本人の抑留と引き揚げの体験に関する記録                                                                       |        |
| ポルトガル                               | 2015年 | リエバーナのベアトゥスによる『ヨハネ黙示録の注釈書』のイベリア型写本                                                                                   |        |
| スペイン                                 | 2015年 | リエバーナのベアトゥスによる『ヨハネ黙示録の注釈書』のイベリア型写本                                                                                   |        |
| ジョージア                               | 2015年 | ジョージア国立公文書館所蔵の最古の写本 |        |
| トルコ                                   | 2015年 | キュルテペにおける古代アッシリア商人たちの記録 |        |
| モーリシャス                             | 2015年 | 年季奉公人移民の記録 |        |
| オランダ                                 | 2015年 | 言語アーカイブにおける世界の言語の多様性に関する抜粋データのコレクション                                                                               |        |
| ニュージーランド                         | 2015年 | サー・エドモンド・ヒラリーの記録 |        |
| セルビア                                 | 2015年 | 1914年7月28日、オーストリア＝ハンガリー帝国のセルビア王国に対する宣戦布告の電文                                                                        |        |
| ロシア                                   | 2015年 | 1649年の会議法典 |        |
| ハンガリー                               | 2015年 | エトヴェシュ・ロラーンドの業績のうち、2つの最も傑出した成果に関連する3つの文書                                                                         |        |
| オランダ                                 | 2015年 | ユトレヒトの詩篇 |        |
| ブラジル                                 | 2015年 | 三国同盟戦争の図鑑と地図 |        |
| ウルグアイ                               | 2015年 | 三国同盟戦争の図鑑と地図 |        |
| バルバドス                               | 2015年 | 西インド委員会の関連文書群 |        |
| メキシコ                                 | 2015年 | ベルナルディーノ・デ・サアグン師の作品 |        |
| スペイン                                 | 2015年 | ベルナルディーノ・デ・サアグン師の作品 |        |
| イタリア                                 | 2015年 | ベルナルディーノ・デ・サアグン師の作品 |        |
| セネガル                                 | 2015年 | ウィリアム・ポンティ高等師範学校の論文のコレクション                                                                                                   |        |
| アンティグア・バーブーダ                 | 2016年 | 西インド委員会のコレクション |        |
| ジャマイカ                               | 2016年 | 西インド委員会のコレクション |        |
| イギリス                                 | 2016年 | 西インド委員会のコレクション |        |
| アンギラ                                 | 2016年 | 西インド委員会のコレクション |        |
| モントセラト                             | 2016年 | 西インド委員会のコレクション |        |
| チュニジア                               | 2017年 | 1841年から1846年までのチュニジアにおける奴隷制の廃止                                                                                                   |        |
| コスタリカ                               | 2017年 | コスタリカにおける軍隊の廃止 |        |
| ポーランド                               | 2017年 | ルブリンの合同文書 |        |
| リトアニア                               | 2017年 | ルブリンの合同文書 |        |
| ウクライナ                               | 2017年 | ルブリンの合同文書 |        |
| ベラルーシ                               | 2017年 | ルブリンの合同文書 |        |
| ラトビア                                 | 2017年 | ルブリンの合同文書 |        |
| アルジェリア                             | 2017年 | アッ＝ダハビによる写本：『アル＝ムスタムラーフ・ミン・キターブ・アッ＝タクミラ』人名事典                                                               |        |
| ロシア                                   | 2017年 | 16世紀から18世紀までのインドとペルシアの細密画及びペルシア書道を収録するアルバム                                                                       |        |
| オランダ                                 | 2017年 | アレッタ・H・ヤコブスの論文 |        |
| アメリカ合衆国                           | 2017年 | アレッタ・H・ヤコブスの論文 |        |
| バルバドス                               | 2017年 | バルバドスのアフリカ歌謡あるいは詠唱 |        |
| イギリス                                 | 2017年 | バルバドスのアフリカ歌謡あるいは詠唱 |        |
| ブラジル                                 | 2017年 | アントーニョ・カルロス・ゴメス |        |
| イタリア                                 | 2017年 | アントーニョ・カルロス・ゴメス |        |
| チェコ                                   | 2017年 | レオシュ・ヤナーチェクのアーカイブ |        |
| フランス                                 | 2017年 | ペール・カストールのアーカイブ |        |
| スペイン                                 | 2017年 | サンティアゴ・ラモン・イ・カハール及びスペイン神経組織学研究所のアーカイブ                                                                             |        |
| ウズベキスタン                           | 2017年 | ヒヴァ・ハン国の大臣のアーカイブ |        |
| 大韓民国                                 | 2017年 | 国債報償運動の記録 |        |
| オランダ                                 | 2017年 | 1578年から1915年までのアムステルダムの公証人の記録 |        |
| ユネスコ・アーカイブ                     | 2017年 | 1925年から1946年までの国際知的協力機関の記録 |        |
| メキシコ                                 | 2017年 | マヌエル・アルバレス・ブラボのネガフィルム、出版物と文書のアーカイブ                                                                                   |        |
| 中華人民共和国                           | 2017年 | 近現代の蘇州絹織物のアーカイブ |        |
| ブルガリア                               | 2017年 | ボリル王のシノディコン |        |
| インドネシア                             | 2017年 | ボロブドゥール遺跡の保護記録 |        |
| チェコ                                   | 2017年 | カモチョの地図 |        |
| マルタ                                   | 2017年 | カモチョの地図 |        |
| ノルウェー                               | 2017年 | 1915年のカストベルク子供福祉法 |        |
| コスタリカ                               | 2017年 | 中米司法裁判所 |        |
| スペイン                                 | 2017年 | サンティアゴ・デ・コンポステーラ大聖堂のカリクストゥス写本及びその他の『聖ヤコブの書』の中世コピー：イベリア半島におけるヨーロッパの聖ヤコブ伝承の起源 |        |
| ポルトガル                               | 2017年 | サンティアゴ・デ・コンポステーラ大聖堂のカリクストゥス写本及びその他の『聖ヤコブの書』の中世コピー：イベリア半島におけるヨーロッパの聖ヤコブ伝承の起源 |        |
| ブラジル                                 | 2017年 | 教育者パウロ・フレイレのコレクション |        |
| トルコ                                   | 2017年 | チュルク語各方言の概論 |        |
| 朝鮮民主主義人民共和国                   | 2017年 | 武芸図譜通志 |        |
| ドイツ                                   | 2017年 | アントニヌス勅令 |        |
| 日本                                     | 2017年 | 上野三碑 |        |
| スウェーデン                             | 2017年 | ダグ・ハマーショルドのコレクション |        |
| ポーランド                               | 2017年 | 1920年のワルシャワの戦い以降のポーランドのラジオ諜報活動の記録                                                                                         |        |
| スイス                                   | 2017年 | 付設図書館及び書庫に所蔵する旧ザンクト・ガレン修道院の記録遺産                                                                                         |        |
| ウクライナ                               | 2017年 | チェルノブイリ事故に関連する記録遺産 |        |
| 大韓民国                                 | 2017年 | 朝鮮通信使に関する記録：17世紀から19世紀までの日本と朝鮮の平和構築と文化交流の歴史                                                                     |        |
| 日本                                     | 2017年 | 朝鮮通信使に関する記録：17世紀から19世紀までの日本と朝鮮の平和構築と文化交流の歴史                                                                     |        |
| アゼルバイジャン                         | 2017年 | ムハンマド・フズーリーの『詩集』の写本のコピー |        |
| オーストリア                             | 2017年 | 帝立王立オーストリア鉄道歴史博物館に所蔵されたゼメリング鉄道に関する記録                                                                               |        |
| ドイツ                                   | 2017年 | フランクフルト・アウシュビッツ裁判 |        |
| グアテマラ                               | 2017年 | 『華やかな思い出』：グアテマラ王国の歴史的な演説及び自然・物産・軍事・政治に関する記述                                                                 |        |
| オーストラリア                           | 2017年 | シドニー港の大型ガラス乾板ネガ |        |
| インド                                   | 2017年 | ギルギット写本 |        |
| ブルガリア                               | 2017年 | イヴァン・アレクサンダル帝の福音書 |        |
| イギリス                                 | 2017年 | イヴァン・アレクサンダル帝の福音書 |        |
| バングラデシュ                           | 2017年 | バンガバンドゥ・シェイク・ムジブル・ラフマンによる3月7日演説                                                                                           |        |
| エルサルバドル                           | 2017年 | イグナチオ・エジャクリーアの文書資産：歴史的真実と解放                                                                                                 |        |
| ベトナム                                 | 2017年 | 1802年から1945年までの阮朝の皇室関連アーカイブ |        |
| イスラエル                               | 2017年 | イスラエル民話のアーカイブ |        |
| アイルランド                             | 2017年 | 1935年から1970年までのアイルランド民俗委員会のコレクション                                                                                             |        |
| ポーランド                               | 2017年 | ユルゲン・シュトロープの報告書 |        |
| イラン                                   | 2017年 | 『集史』 |        |
| ミャンマー                               | 2017年 | バインナウン王の鐘銘 |        |
| マリ                                     | 2017年 | 『体に影響を与える内外の病気を治すための本』 |        |
| スペイン                                 | 2017年 | シマンカス総文書館 |        |
| イギリス                                 | 2017年 | ガートルード・ベルのアーカイブ |        |
| インドネシア                             | 2017年 | インド洋大津波の記録 |        |
| スリランカ                               | 2017年 | インド洋大津波の記録 |        |
| チェコ                                   | 2017年 | キンジュヴァルト・ダゲレオタイプ、現代視覚メディアの誕生                                                                                               |        |
| オマーン                                 | 2017年 | 航海案内書『マデ・アル・アスラル・フィ・エルム・アル・ベハル』の写本                                                                                   |        |
| インド                                   | 2017年 | ランジャナー文字による文『弥勒の授記』 |        |
| モロッコ                                 | 2017年 | アッ＝ザフラウィーの手稿 |        |
| ボスニア・ヘルツェゴヴィナ               | 2017年 | ガジ・フスレブベグ図書館の写本コレクション |        |
| カナダ                                   | 2017年 | マーシャル・マクルーハン、未来のアーカイブ |        |
| マリ                                     | 2017年 | 『宗教と身体に関わる人間の関心事』 |        |
| ナイジェリア                             | 2017年 | 『宗教と身体に関わる人間の関心事』 |        |
| カナダ                                   | 2017年 | 16mmフィルム映画シリーズ『交錯する足跡と大陸の記憶、アメリカ州のフランス系住民たちの声』                                                               |        |
| ブラジル                                 | 2017年 | ニセ・ダ・シルヴェイラの個人アーカイブ |        |
| ハイチ                                   | 2017年 | オデット・メネッソン・リゴーの蔵書 |        |
| ポルトガル                               | 2017年 | 清の時代のマカオに関する公式記録（1693年から1886年まで）                                                                                               |        |
| 中華人民共和国                           | 2017年 | 清の時代のマカオに関する公式記録（1693年から1886年まで）                                                                                               |        |
| 中華人民共和国                           | 2017年 | 中国の甲骨文字 |        |
| イギリス                                 | 2017年 | オーウェルの作品 |        |
| カンボジア                               | 2017年 | パンジ王子の物語の写本 |        |
| インドネシア                             | 2017年 | パンジ王子の物語の写本 |        |
| オランダ                                 | 2017年 | パンジ王子の物語の写本 |        |
| マレーシア                               | 2017年 | パンジ王子の物語の写本 |        |
| イギリス                                 | 2017年 | パンジ王子の物語の写本 |        |
| オーストリア                             | 2017年 | ルートヴィヒ・ウィトゲンシュタインの哲学的遺産 |        |
| カナダ                                   | 2017年 | ルートヴィヒ・ウィトゲンシュタインの哲学的遺産 |        |
| オランダ                                 | 2017年 | ルートヴィヒ・ウィトゲンシュタインの哲学的遺産 |        |
| イギリス                                 | 2017年 | ルートヴィヒ・ウィトゲンシュタインの哲学的遺産 |        |
| トルコ                                   | 2017年 | 1513年のピーリー・レイースの地図 |        |
| 世界保健機関                             | 2017年 | 世界保健機関による天然痘撲滅プログラムの記録 |        |
| ポルトガル                               | 2017年 | 在ボルドーポルトガル領事館総領事、アリスティデス・ソウザ・メンデスにより1939年から1940年までに発給されたビザの登録簿                                   |        |
| シント・マールテン                       | 2017年 | 『自由への道』：2国分割領の島、セント・マーチン島におけるアフリカ人奴隷の自由獲得についてのケーススタディー                                            |        |
| 大韓民国                                 | 2017年 | 朝鮮王朝の王室璽と冊封書のコレクション |        |
| タイ                                     | 2017年 | 王室写真のガラス乾板ネガとオリジナル紙焼きのコレクション                                                                                               |        |
| ボスニア・ヘルツェゴヴィナ               | 2017年 | サライェヴォ・ハッガーダー写本 |        |
| イギリス                                 | 2017年 | 「シェイクスピア文書」、ウィリアム・シェイクスピアの生涯の文書的証跡                                                                                   |        |
| アメリカ合衆国                           | 2017年 | 「シェイクスピア文書」、ウィリアム・シェイクスピアの生涯の文書的証跡                                                                                   |        |
| スイス                                   | 2017年 | 1982年から2015年までの国際連合における先住民たちの陳述                                                                                                 |        |
| マリ                                     | 2017年 | 『信者間の分岐に注意を払わぬ人への合図』 |        |
| ジョージア                               | 2017年 | 四福音書のパリンプセスト |        |
| アルゼンチン                             | 2017年 | ヴィラ・オカンポ文書センター |        |
| アメリカ合衆国                           | 2017年 | ヴィラ・オカンポ文書センター |        |
| オランダ                                 | 2017年 | ヴェステルボルク通過収容所のドキュメンタリー映画 |        |
| アルジェリア                             | 2023年 | 非同盟運動第1回首脳会議のアーカイブ | [ 2 ]  |
| エジプト                                 | 2023年 | 非同盟運動第1回首脳会議のアーカイブ | [ 2 ]  |
| インド                                   | 2023年 | 非同盟運動第1回首脳会議のアーカイブ | [ 2 ]  |
| インドネシア                             | 2023年 | 非同盟運動第1回首脳会議のアーカイブ | [ 2 ]  |
| セルビア                                 | 2023年 | 非同盟運動第1回首脳会議のアーカイブ | [ 2 ]  |
| アルメニア                               | 2023年 | 作曲家コミタス・ヴァルダペットの作品群 | [ 2 ]  |
| オーストリア                             | 2023年 | カール大帝宮廷学校の装飾写本 | [ 2 ]  |
| フランス                                 | 2023年 | カール大帝宮廷学校の装飾写本 | [ 2 ]  |
| ドイツ                                   | 2023年 | カール大帝宮廷学校の装飾写本 | [ 2 ]  |
| ルーマニア                               | 2023年 | カール大帝宮廷学校の装飾写本 | [ 2 ]  |
| イギリス                                 | 2023年 | カール大帝宮廷学校の装飾写本 | [ 2 ]  |
| アゼルバイジャン                         | 2023年 | フールシード・バーヌー・ナータヴァーンの「花の本」、イラスト入りの詩集                                                                                 | [ 2 ]  |
| ベルギー                                 | 2023年 | ハンザ同盟の歴史に関する文書 | [ 2 ]  |
| デンマーク                               | 2023年 | ハンザ同盟の歴史に関する文書 | [ 2 ]  |
| エストニア                               | 2023年 | ハンザ同盟の歴史に関する文書 | [ 2 ]  |
| ドイツ                                   | 2023年 | ハンザ同盟の歴史に関する文書 | [ 2 ]  |
| ラトビア                                 | 2023年 | ハンザ同盟の歴史に関する文書 | [ 2 ]  |
| ポーランド                               | 2023年 | ハンザ同盟の歴史に関する文書 | [ 2 ]  |
| ベルギー                                 | 2023年 | 物理学および化学に関する国際ソルベー会議のアーカイブ（1910年から1962年まで）                                                                           | [ 2 ]  |
| フランス                                 | 2023年 | 物理学および化学に関する国際ソルベー会議のアーカイブ（1910年から1962年まで）                                                                           | [ 2 ]  |
| ブラジル                                 | 2023年 | フェミニズム、科学、政治：ベルタ・ルッツの遺産 | [ 2 ]  |
| ブルガリア                               | 2023年 | マウラーナーのクリヤット（マウラーナー全集） | [ 2 ]  |
| ドイツ                                   | 2023年 | マウラーナーのクリヤット（マウラーナー全集） | [ 2 ]  |
| イラン                                   | 2023年 | マウラーナーのクリヤット（マウラーナー全集） | [ 2 ]  |
| タジキスタン                             | 2023年 | マウラーナーのクリヤット（マウラーナー全集） | [ 2 ]  |
| トルコ                                   | 2023年 | マウラーナーのクリヤット（マウラーナー全集） | [ 2 ]  |
| ウズベキスタン                           | 2023年 | マウラーナーのクリヤット（マウラーナー全集） | [ 2 ]  |
| カナダ                                   | 2023年 | 子供の語り：カナダの先住民寄宿学校を通じたカナダ先住民族の子供たちへの強制同化政策                                                                     | [ 2 ]  |
| カナダ                                   | 2023年 | 新世界でのケアの提供：思いやりと献身的な女性であるカナダの聖アウグスチノ修道会の修道女                                                                 | [ 2 ]  |
| 中華人民共和国                           | 2023年 | チベット医学の四部医典 | [ 2 ]  |
| 中華人民共和国                           | 2023年 | マカオの功徳林寺のアーカイブと写本（1645年から1980年まで）                                                                                             | [ 2 ]  |
| クロアチア                               | 2023年 | ドゥブロヴニク共和国のアーカイブ（1022年から1808年まで）                                                                                               | [ 2 ]  |
| キューバ                                 | 2023年 | ハバナ市議会による法令（植民地時代の1550年から1898年まで）                                                                                             | [ 2 ]  |
| キューバ                                 | 2023年 | キューバ映画のポスター | [ 2 ]  |
| チェコ                                   | 2023年 | モールのコレクション | [ 2 ]  |
| チェコ                                   | 2023年 | アントニン・ドヴォジャークのアーカイブ | [ 2 ]  |
| 朝鮮民主主義人民共和国                   | 2023年 | 渾天全図 | [ 2 ]  |
| フィンランド                             | 2023年 | オーランド諸島に保管されている1913年から1949年までの世界貿易における最後のウィンドジャマー時代を伝えるグスタフ・エリクソン海運会社のアーカイブ         | [ 2 ]  |
| フランス                                 | 2023年 | アンジェの黙示録のタペストリー | [ 2 ]  |
| フランス                                 | 2023年 | ボルドー本：モンテーニュのエセーの著者加筆訂正本（1588年から1592年まで）                                                                               | [ 2 ]  |
| フランス                                 | 2023年 | 1957年から1992年までのフランスとブルキナファソにおける国際ATDカールモンド運動のアーカイブ                                                              | [ 2 ]  |
| ブルキナファソ                           | 2023年 | 1957年から1992年までのフランスとブルキナファソにおける国際ATDカールモンド運動のアーカイブ                                                              | [ 2 ]  |
| フランス                                 | 2023年 | クロード・ランズマンによる『SHOAH ショア』の35mmネガ復元版、そして200時間に及ぶショアの歴史に関する目撃証言の音声アーカイブ                            | [ 2 ]  |
| ドイツ                                   | 2023年 | クロード・ランズマンによる『SHOAH ショア』の35mmネガ復元版、そして200時間に及ぶショアの歴史に関する目撃証言の音声アーカイブ                            | [ 2 ]  |
| ドイツ                                   | 2023年 | マネッセ写本（ハイデルベルク大学図書館所蔵、コディケス・パラティニ・ゲルマニキ第848号）                                                                | [ 2 ]  |
| ドイツ                                   | 2023年 | ベハイムの地球儀 | [ 2 ]  |
| ギリシャ                                 | 2023年 | ドードーナの神託の鉛板 | [ 2 ]  |
| ハイチ                                   | 2023年 | 旧フランス植民地（1666年から1880年まで）での奴隷化された人々の識別登録                                                                                 | [ 2 ]  |
| フランス                                 | 2023年 | 旧フランス植民地（1666年から1880年まで）での奴隷化された人々の識別登録                                                                                 | [ 2 ]  |
| インド                                   | 2023年 | アビナバグプタ（940年から1015年まで）の作品の写本のコレクション                                                                                        | [ 2 ]  |
| インドネシア                             | 2023年 | 1960年9月30日のスカルノの演説『世界を新しく築くために』                                                                                                | [ 2 ]  |
| インドネシア                             | 2023年 | ヒカヤット・アチェ、15世紀から17世紀までのインドネシアのアチェの生活に関する3つの写本                                                                  | [ 2 ]  |
| オランダ                                 | 2023年 | ヒカヤット・アチェ、15世紀から17世紀までのインドネシアのアチェの生活に関する3つの写本                                                                  | [ 2 ]  |
| 国際音声・視聴覚アーカイブ協会           | 2023年 | EMIアーカイブトラストの1897年から1914年までの蓄音機用のレコードと蝋管                                                                                  | [ 2 ]  |
| イラン                                   | 2023年 | ガージャール朝におけるイランの国際関係に関する文書群（1807年から1925年まで）                                                                           | [ 2 ]  |
| イラン                                   | 2023年 | アルダビールのシャイフ・サフィー・アッディーン廟の文書群（952年から1926年まで）                                                                        | [ 2 ]  |
| イタリア                                 | 2023年 | 古代ナポリ公立銀行のアポディサリオ基金（1573年から1809年まで）                                                                                         | [ 2 ]  |
| イタリア                                 | 2023年 | バイオントダム災害に関する刑事訴訟 | [ 2 ]  |
| 日本                                     | 2023年 | 円珍僧侶のアーカイブ：日中文化交流の歴史 | [ 2 ]  |
| キルギス                                 | 2023年 | ナレーター、サグンバイ・オロズバコフによるキルギスの叙事詩『マナス』の写本                                                                             | [ 2 ]  |
| マレーシア                               | 2023年 | ミサ・ムラユMSS 6 | [ 2 ]  |
| モーリシャス                             | 2023年 | モーリシャスの使徒、福者ジャック・デジレ・ラヴァル神父に関するアーカイブ・コレクション                                                                 | [ 2 ]  |
| モーリシャス                             | 2023年 | モーリシャスの奴隷貿易と奴隷制度の記録（1721年から1892年まで）                                                                                         | [ 2 ]  |
| モンゴル                                 | 2023年 | ハルハ王子、ツォグトゥ・クン＝タイジの石碑 | [ 2 ]  |
| オランダ                                 | 2023年 | ロッテルダムのエラスムス・コレクション | [ 2 ]  |
| オランダ                                 | 2023年 | DDS：デ・ディヒタレ・スタット/ザ・デジタル・シティ | [ 2 ]  |
| オランダ                                 | 2023年 | オランダ領カリブ海地域の奴隷化された人々とその子孫の記録遺産（1816年から1969年まで）                                                                   | [ 2 ]  |
| スリナム                                 | 2023年 | オランダ領カリブ海地域の奴隷化された人々とその子孫の記録遺産（1816年から1969年まで）                                                                   | [ 2 ]  |
| ペルー                                   | 2023年 | クレ・コレクション所蔵の30693枚のガラス乾板（1864年から1933年まで）                                                                                    | [ 2 ]  |
| ポルトガル                               | 2023年 | 最初の世界周航（1519年から1522年まで） | [ 2 ]  |
| スペイン                                 | 2023年 | 最初の世界周航（1519年から1522年まで） | [ 2 ]  |
| 大韓民国                                 | 2023年 | 4・19革命のアーカイブ | [ 2 ]  |
| 大韓民国                                 | 2023年 | 東学農民革命のアーカイブ | [ 2 ]  |
| ロシア                                   | 2023年 | フョードル・ドストエフスキーの手稿とメモ | [ 2 ]  |
| サウジアラビア                           | 2023年 | 石に刻まれたアラビアの年代記：イクマ山 | [ 2 ]  |
| スペイン                                 | 2023年 | 1800年から1820年までの天然痘ワクチンの王立慈善遠征 | [ 2 ]  |
| スペイン                                 | 2023年 | シモン・ルイスのアーカイブ（スペインのメディナ・デル・カンポ）                                                                                         | [ 2 ]  |
| スリランカ                               | 2023年 | マハーワンサ、スリランカの大年代記（紀元前6世紀から1815年までを網羅）                                                                                  | [ 2 ]  |
| スウェーデン                             | 2023年 | 1766年のスウェーデンの報道の自由に関する条例：情報の自由な伝達を保障する世界初の法律                                                                   | [ 2 ]  |
| スイス                                   | 2023年 | ハイジとヨハンナ・シュピリのアーカイブ | [ 2 ]  |
| タイ                                     | 2023年 | プラ・タート・パノム年代記のヤシの葉の写本の国家コレクション                                                                                           | [ 2 ]  |
| チュニジア                               | 2023年 | ロドルフ・デルランジェ男爵のアーカイブにある音楽の所蔵品（1910年から1932年まで）                                                                       | [ 2 ]  |
| トルコ                                   | 2023年 | ユルドゥズ宮殿の写真コレクション | [ 2 ]  |
| トルコ                                   | 2023年 | キャーティプ・チェレビーのコレクション：世界の鏡と書誌総覧                                                                                             | [ 2 ]  |
| トルクメニスタン                         | 2023年 | マフトゥムグル・フラーギの写本のコレクション | [ 2 ]  |
| ウクライナ                               | 2023年 | バビ・ヤールの記録遺産 | [ 2 ]  |
| ウルグアイ                               | 2023年 | 新聞『エル・ポプラル』の写真アーカイブ | [ 2 ]  |
| ウズベキスタン                           | 2023年 | ブハラ首長国のクシュベギの官庁 | [ 2 ]  |
| 世界ろう連盟                             | 2023年 | ろう者コミュニティのための重要な文書：1880年のミラノ会議                                                                                               | [ 2 ]  |
| 日本                                     | 2025年 | 増上寺が所蔵する三種の仏教聖典叢書 |        |

### 既存遺産の範囲拡大登録
| 国                               | 追加登録年 | タイトル                                               | 既存項目                                                   | 既存項目の登録年 | リンク |
| -------------------------------- | ---------- | ------------------------------------------------------ | ---------------------------------------------------------- | ---------------- | ------ |
| イスラエル                       | 2017年     | サー・アイザック・ニュートンによる科学・数学分野の論文 | サー・アイザック・ニュートンによる神学と錬金術に関する論文 | 2015年           |        |
| イギリス                         | 2017年     | サー・アイザック・ニュートンによる科学・数学分野の論文 | サー・アイザック・ニュートンによる神学と錬金術に関する論文 | 2015年           |        |
| モンゴル                         | 2017年     | モンゴル・テンギュルの記念石碑                         | モンゴルのテンギュル                                       | 2011年           |        |
| セントビンセント・グレナディーン | 2017年     | インド人労働者の年季奉公の記録                         | インド人労働者の年季奉公の記録                             | 2011年           |        |